# Miss Paraná 2024
Miss Universe Paraná 2024 foi a 68ª edição do maior e mais tradicional concurso de beleza feminina de Miss Paraná, que elegeu sua representante para disputar a coroa anual de Miss Brasil, único caminho para o Miss Universo. Participaram da edição 26 candidatas, eleitas em seus municípios. Mariana Becker, Miss Paraná 2023, de Francisco Beltrão,  coroou sua sucessora ao trono de rainha paranaense ao final do evento, realizado no dia 07 de agosto no Teatro Positivo com sede em Curitiba. Esta edição será marcada por uma nova direção estadual, o então proprietário Edielder Lima, passará a obter os direitos exclusivos da marca estadual vinculada ao Miss Universe Brasil, sob licença   do Miss Universo a partir de 2024.

## Resultados

### Colocações
| Posição                 | Município e candidata |
| Miss Paraná 2024        | - Paranavaí - Taynara Gargantini |
| 2º. Lugar               | - Francisco Beltrão - Ana Oliari |
| 3º. Lugar               | - Palotina - Júlia Lehmkuhl |
| (Top 05) Finalistas     | - Londrina - Natália Zundt - Paranaguá - Mirela Costa |
| (Top 10) Semifinalistas | - Cascavel - Katly Saraiva - Itaipulândia - Iani Casagrande - Quatro Pontes - Geovanna Siebert - São Mateus do Sul - Amanda Schreiner - Umuarama - Fernanda Schandler |
| (Top 15) Semifinalistas | - Araucária - Alice Zaine - Colombo - Evelyn Brito - Curitiba - Vitória Bandeira - Nova Santa Rosa - Daiana Vitoria - São José dos Pinhais - Sâmara Collodel          |

### Prêmios especiais
| Prêmio            | Município e Candidata                  |
| Miss Simpatia     | - Paranaguá - Mirela Costa             |
| Miss voto Popular | - São Mateus do Sul - Amanda Schreiner |

## Candidatas
Disputaram o título este ano:
- Araucária - Alice Zaine
- Campina Grande do Sul - Sara Lima
- Cascavel - Ketly Saraiva
- Colombo - Evelyn Brito
- Curitiba - Vitória Bandeira
- Fazenda Rio Grande - Nicoli Lima
- Foz do Iguaçu -  Angela Dlusniewski [2]
- Francisco Beltrão - Ana Oliari [3]
- Guarapuava - Leticia Ekermann
- Guaíra - Hiolanda Antonella Fernandez
- Itaipulândia - Iani Casagrande [4]
- Londrina - Natália Zundt [5]
- Mandirituba - Nathalia Kuchnir
- Maringá - Ana Caldeira
- Nova Santa Rosa - Daiana Vitória Gomes
- Palotina - Júlia Lehmkuhl [6]
- Paranaguá - Mirela Costa
- Paranavaí - Taynara Gargantini [7]
- Ponta Grossa - Kawane Montani de Lima
- Quatro Pontes - Geovanna Sibert [8]
- Rio Bonito do Iguaçu - Kamilly Oliveira [9]
- São João do Triunfo - Amanda Vienski [10]
- São José dos Pinhais - Sâmara Collodel
- São Mateus do Sul - Amanda Schreiner [11]
- Tapejara - Gabriela Sant'ana
- Umuarama - Fernanda Schedler [12]